# Lao Czesław Tour
Lao Czesław Tour wspólna trasa koncertowa Lao Che i Czesław Śpiewa, która rozpoczęła się 4 marca 2011 roku koncertem w Warszawskim klubie Palladium a zakończył ją koncert we Wrocławskim klubie Eter. W sumie zespoły zagrały razem 7 koncertów.

## Lista utworów

### Lao Che
- Urodziła mnie ciotka
- Krzywousty
- Magistrze Pigularzu
- 1939/Przed Burzą
- Ludzie Wschodu
- Przebicie do Śródmieścia
- Bóg Zapłać
- Hitlerowcy
- Stare Miasto
- Życie jest jak tramwaj
- Groźba
- Czas
- Astrolog
- Riders on the Storm
- Sam O'tnosc
- Hydropiekłowstąpienie
- Prąd Stały/Prąd Zmienny
- Drogi Panie
- Chłopacy
- Siedmiu nie zawsze wspaniałych

## Informacje o koncertach
| Nr | Data          | Miejsce     | Miasto   |
| -- | ------------- | ----------- | -------- |
| 1  | 4 marca 2011  | Palladium   | Warszawa |
| 2  | 5 marca 2011  | Dekompresja | Łódź     |
| 3  | 6 marca 2011  | Słowianin   | Szczecin |
| 4  | 10 marca 2011 | CK Wiatrak  | Zabrze   |
| 5  | 11 marca 2011 | Live Club   | Rzeszów  |
| 6  | 12 marca 2011 | Studio      | Kraków   |
| 7  | 13 marca 2011 | Eter        | Wrocław  |

## Wykonawcy
Czesław Śpiewa:
- Czesław Mozil – wokal, akordeon
- Karen Duelund Guastavino – wokal, saksofony, klarnet
- Martin Bennebo Pedersen – akordeon
- Hans Find Meoller – gitara
- Marie Louise von Bullow – kontrabas, gitara basowa
- Jacob Munck Mortensen – tuba
- Troels Drasbeck – perkusja

Lao Che:
- Mariusz Denst – sampler, animacja
- Hubert Dobaczewski – śpiew, gitara rytmiczna
- Michał Jastrzębski – perkusja
- Filip Różański – instrumenty klawiszowe
- Jakub Pokorski – gitara prowadząca
- Rafał Borycki – gitara basowa
- Maciek Dzierżanowski – instrumenty perkusyjne